# Taborišče Šterntal
Taborišče Šterntal ali Strnišče je bilo koncentracijsko taborišče, ki je med 2. svetovno vojno nacistom služilo kot internacijsko delovno taborišče pri izgradnji bližnje tovarne aluminija v današnjem Kidričevem. Po koncu vojne maja 1945 pa ga je takratna komunistična jugoslovanska oblast uporabljala kot osrednje zbirno taborišče za štajerske Nemce, Kočevarje, slovenske politične nasprotnike in vojne ujetnike.

## Zgodovina
Taborišče je bilo na območju Strnišča prvič ustanovljeno že med 1. svetovno vojno kot taborišče za vojne ujetnike. Kasneje je nekaj časa služilo kot begunsko taborišče za civilne begunce s Primorske, ki so morali zaradi bojev na Soški fronti pribežati v osrednjo Slovenijo. V taborišču je takrat obratovala tudi vojaška bolnišnica (lazaret), v kateri so zdravili ranjence s soške fronte, kot tudi vojne ujetnike in pribežnike s Primorske.
Po okupaciji slovenske Štajerske s strani Tretjega rajha so leta 1942 nacistične okupacijske oblasti na istem območju uredile delovno taborišče, v katerem so internirale vojne ujetnike in prisilne delavce za potrebe izgradnje tovarne glinice in aluminija. Poleg ujetnikov in ostalih prisilnih delavcev so na območju taborišča takrat delali tudi redni, plačani delavci. Leta 1942 je avstrijska firma Vereinigten Aluminiumwerke (VAW, danes Austria Metall) začela z izgradnjo tovarne, ki pa do konca vojne ni bila dokončana. Dokončna izgradnja tovarne aluminija (danes znane pod imenom Talum) je sledila šele v letih 1947–1954.
15. marca 1944 so nacistične oblasti sprejele odlok, po katerem so morali na prisilno delo tudi družinski člani dezerterjev iz Wehrmachta in ubeglih taboriščnikov. Mnogo teh ljudi je bilo interniranih v taborišče Šterntal, ki se je kmalu potem tudi uradno preimenovalo v Strafsonderdienstpflichtlager Sterntal  (Taborišče za kazensko prisilno delo Šterntal).
Takoj po koncu druge svetovne vojne maja 1945 je na ozemlju bivšega nacističnega delovnega taborišča jugoslovanska komunistična varnostna služba OZNA pod vodstvom Aleksandra Rankovića organizirala koncentracijsko taborišče. Pobudniki za to taborišče so bili Mitja Ribičič - Ciril, Bojan Polak - Stjenka in Ivan Maček - Matija. V njem so internirali osebe nemške narodnosti iz vse Slovenije, še posebej s slovenske Štajerske in Kočevskega. Poleg etničnih Nemcev so bili v taborišču internirani tudi mnogi Slovenci in pripadniki madžarske narodne manjšine iz Prekmurja in Goričkega.
Ker je bilo taborišče ves čas prenapolnjeno, higiena in hrana pa zelo slabi, so se med taboriščniki širile nevarne nalezljive bolezni, infekcije in tifus. Ujetniki so bili vseskozi izpostavljeni fizičnemu in psihičnemu mučenju, mnogi pa so bili že takoj po prihodu vanj ustreljeni. Med žrtvami je bilo predvsem veliko otrok in starejših. Poleg starosti so taboriščne oblasti kot uradni vzrok smrti največkrat navedle diarejo in grižo.
Oktobra 1945 je bilo taborišče Šterntal zaprto po intervenciji mednarodnega Rdečega križa. Tisti preživeli, ki jih komunistične oblasti niso preselile v druga taborišča, so bili večinoma izgnani v Avstrijo.
Iz ohranjenega, maminega, dnevnika interniranca Franz Simentschitsch, so znane nekatere podrobnosti o življenju v taborišču.

## Žrtve
Koncentracijsko taborišče Šterntal, sprva mišljeno za bivanje približno 2.000 oseb, je bilo med in predvsem po 2. svetovni vojni (Hitlerjev rajh) stalno prenapolnjeno z med 8.000 in 12.000 ujetniki. V obdobju nacistične okupacije je v Šterntal-u umrlo 18 taboriščnikov. Samo med majem in oktobrom 1945, po osvoboditvi, pa jih je tam umrlo, po statističnih izračunih, okoli 4.000. Med letom 1942 in oktobrom 1945 je bilo torej vsega skupaj, umorjenih, nekaj tisoč žrtev. Med obiskom komisije mednarodnega rdečega križa je bil ukrep, da so mrtve pokopali na pokopališču v bližnjem Lovrencu. Deset dni od 5.VIII – 15.VIII.1945, ko je bila komisija v taborišču ni bilo streljanja, ljudje pa so kljub temu umirali. Seznam mrličev iz mrliških oglednih listov iz taborišča, (Koncentracijskega taborišče OZN-e Strnišče - Hitlerjev rajh), je umrlo 53 taboriščnikov, med njimi najmanj 13 otrok, od lakote in tifusa, koliko jih je bilo do prihoda komisije je vprašanje. Pri izgradnji hale za ELEKTROLIZO - C so leta 1988 pri izkopavanju naleteli na množično grobišče iz časa koncentracijskega taborišča tudi žensk in otrok. Morišče so izpraznili in ker je kraj znotraj tovarniškega kompleksa je nedostopno. Komisija za prikrita grobišča Slovenije je 24.9.2007 to morišče uradno označila, "GROBIŠČE 510 – Sterntal 1.". Med izkopavanjem temeljev za novo halo elektrolize C v tovarni Talum Kidričevo leta 1988 so naleteli na veliko množično grobišče. Našli so kosti in obleke moških, žensk in otrok, ki so bili žrtve, OZN-e, koncentracijskega taborišča Strnišče po drugi svetovni vojni.
V glasilu Varstvo spomenikov, poročila – ZVKDS je bil leta 1989, v letniku 31, na strani 236, objavljen sledeči zapis ogleda arheologa Ivana Tuška.
"Opravljen je bil ogled terena v Kidričevem, ker so pri gradnji in izkopu za temelje nove proizvodne hale strojno zadeli na skupinsko grobnico taboriščnikov iz časa II. svetovne vojne. Z izvajalci gradbenih del smo se dogovorili o takojšnjem zasipu sonde in pogoji za nadaljevanje gradnje ter še možnih tovrstnih najdb."
Pri izkopavanju so sodelovali policisti, arheolog in fotograf iz Ptujskega tednika. Grobišča niso raziskali niti dokumentirali, ampak so ga ponovno zakopali v pozabo.
Na petih lokacijah, ki jih je določil sostorilec pomora, so 15. novembra 2006 opravili poskusno sondiranje. Našli so “GROBIŠČE 511 – Sterntal 2.”, ki leži v gozdu vzhodno od nekdanje upravne zgradbe taborišča Šterntal. V gozdu naj bi bilo pokopanih nekaj sto ljudi, med njimi tudi nekaj žensk. S sondiranjem so odkrili vsaj 20 žrtev. Z križi so označili osem množičnih grobišč oziroma gomil.
Izdelan je Spisek žrtev koncentracijskega taborišča Šterntal - Strnišče, v kateri so imena 938 žrtev koncentracijskega taborišča Šterntal - Strnišče med letoma 1941 in 1946. Kje ležijo trupla se ne ve.
Komemorativno odkritje spominske plošče, posvečene žrtvam medvojnega nacističnega in povojnega komunističnega nasilja v koncentracijskem taborišču Kidričevo (Strnišče), je potekalo v petek, 23. avgusta 2024. Spominska plošča je nameščena na komandno stavbo obeh taborišč.
Dogodek je pomembno obeležje prevečkrat zamolčanih dogodkov med in še posebej po drugi svetovni vojni. Obeležje pomeni začetek javnega spominjanja tisočih nedolžnih žrtev, ki si to iz pietetnega in človeškega vidika tudi zaslužijo.

ZGODOVINSKO PREDAVANJE "KONCENRACIJSKO TABORIŠČE OZNE ŠTERNTAL - STRNIŠČE maj - oktober 1945. Predavanje profesorja Janeza Janžekoviča.